# 和納 (新潟市)
和納（わのう）は、新潟県新潟市西蒲区の大字。現行行政地名は和納一丁目から和納三丁目と大字和納。住居表示は一丁目から三丁目が実施済み区域、大字が未実施区域。郵便番号は953-0125。

## 概要
1960年（昭和35年）から現在までの大字。西川の右岸に位置する。1889年（明治22年）から1960年（昭和35年）まであった和納村大字上和納が改称して成立した。もとは安土桃山時代から1889年（明治22年）まであった上和納村の区域の一部。

### 隣接する町字
北から東回り順に、以下の町字と隣接する。
- 下和納
- 高橋
- 桜林
- 津雲田
- 原
- 夏井
- 西中
- 西長島
- 西船越
- 赤鏥
- 安尻

## 歴史
1577年（天正5年）の記録に村名が残る。
- 1889年（明治22年）4月1日 : 合併により和納村の大字となる。
- 1960年（昭和35年）1月20日 : 合併により岩室村の大字となる。
- 2005年（平成17年）3月21日 : 合併により新潟市の大字となる。
- 2007年（平成19年）4月1日 : 新潟市の政令指定都市移行により、西蒲区の大字となる。
- 2012年（平成24年）10月29日 : 住居表示施行により、一部が西蒲区和納1～3丁目となる。西蒲区内での住居表示はこれが初めての事例となる。

## 世帯数と人口
2020年（令和2年）4月30日現在の世帯数と人口は以下の通りである。
| 大字・丁目 | 世帯数    | 人口    |
| ---------- | --------- | ------- |
| 和納       | 876世帯   | 2,320人 |
| 和納一丁目 | 242世帯   | 605人   |
| 和納二丁目 | 278世帯   | 743人   |
| 和納三丁目 | 130世帯   | 369人   |
| 計         | 1,526世帯 | 4,037人 |

## 小・中学校の学区
市立小・中学校に通う場合、学区は以下の通りとなる。
| 大字・丁目 | 番地 | 小学校             | 中学校             |
| ---------- | ---- | ------------------ | ------------------ |
| 和納       | 全域 | 新潟市立和納小学校 | 新潟市立岩室中学校 |
| 和納一丁目 | 全域 | 新潟市立和納小学校 | 新潟市立岩室中学校 |
| 和納二丁目 | 全域 | 新潟市立和納小学校 | 新潟市立岩室中学校 |
| 和納三丁目 | 全域 | 新潟市立和納小学校 | 新潟市立岩室中学校 |

## 主な企業・施設
- 新潟市立和納小学校
- 和納郵便局

## 交通

### 鉄道
東日本旅客鉄道在来線
- 岩室駅
  - ■越後線

### 道路
国道
- 国道116号

県道
- 新潟県道55号新潟五泉間瀬線
- 新潟県道374号五千石巻新潟線

### バス
新潟交通観光バス路線バス